# Pietendriesmolen
De Pietendriesmolen, ook wel bekend als Toatse Meuln (naar de familie Taets), Molen Ter Pieten (naar het Goed Ter Pieten, het huidige Blauwgoed) of Driesmolen (naar het gehucht) is een windmolen in Knesselare, nabij de grens met de andere Aalterse deelgemeenten Ursel en Aalter, in het Oost-Vlaamse Meetjesland. Het is de oudste staakmolen van Oost-Vlaanderen. De eerste vermelding van deze windmolen stamt uit 1563 alwaar zij in een leenboek wordt vermeld als opvolger van de vroegere Oostmolen (watermolen aan de Durme) van het nabijgelegen Aalter. 
Tot in het ancien régime was de molen eigendom van de heer van het Land van Woestijne en dus een banmolen (de mijlstaak van de Heer van Woestijne stond bij de Oostmolen). Omwonenden binnen deze mijl hadden de plicht hun graan hier te laten vermalen. In 1804, na een storm, werd de molen heropgebouwd. Vele onderdelen werden gerecupereerd in de nieuwe molen.
Op 17 september 1880 kocht Petrus Taets de molen en alzo kwam hij in het private eigendom van de molenaarsfamilie Taets. De laatste molenaar-eigenaar (sinds 1921) op deze molen was "Henri" Hendrik-Emiel Taets (°1881-†1965). 
Voor de klassering van de molen in 1968 was de molen officieel naamloos.
In 1975 besloot de gemeente Knesselare (welke in 1974 eigenaar werd) tot herstelling van de molen.
Vier jaar later, in 1979 werd er door molenmaker Mariman voor 5.789.311 frank begonnen aan de restauratie van de vervallen molen welke zou duren tot in 1983. In 2009 werd de molen nogmaals gerestaureerd door molenmakerij Wieme en in 2013/14 door molenmaker Peusens. Tot oktober 2014 was de molen in gebruik als bakkersmolen.
Op Paasmaandag 2016 beschadigde een storm de molen zodanig dat deze sindsdien stilstaat, in afwachting van herstel.
In april 2024 was dit de oudste houten staakmolen van Oost-Vlaanderen, en werd hij weggehaald voor restauratie..